# Воронино (городской округ Истра)
Воронино — деревня в Обушковском сельском поселении Истринского района Московской области. Население — 13 чел. (2010), в деревне 1 площадь, 17 улиц, 1 проезд, 1 бульвар, 3 аллеи, зарегистрировано 3 садовых товарищества.
Находится примерно в 28 км на юго-восток от Истры, на левом берегу реки Беляны (приток реки Истры), высота над уровнем моря 162 м. Ближайшие деревни — Писково, Славково, Покровское, Захарово и Красный Посёлок — все на расстоянии 1—2 км.

## Население
| 2002 | 2006 | 2010 |
| ---- | ---- | ---- |
| 12   | ↗20  | ↘13  |